# Lakester

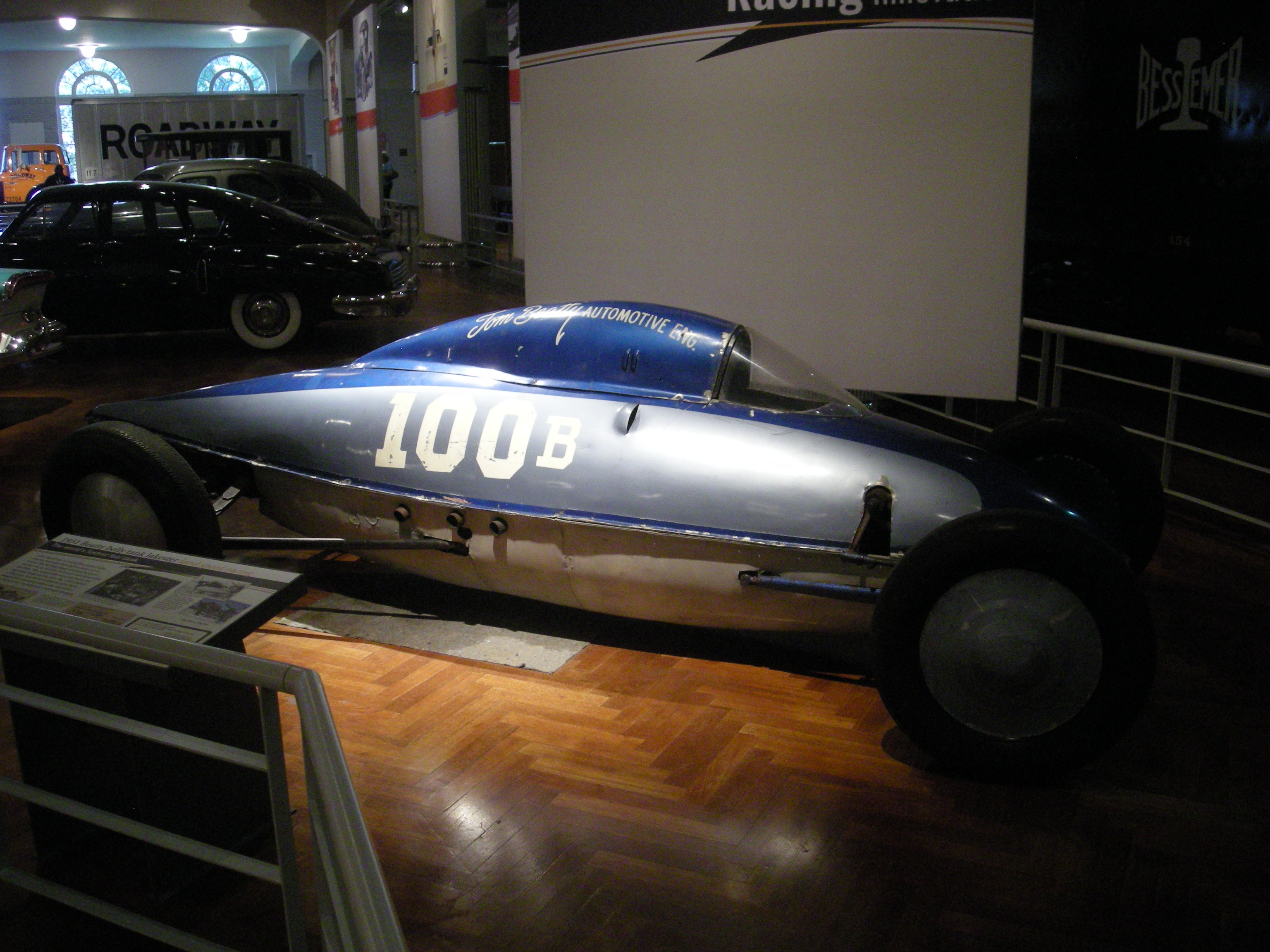
Lakester vyrobený z letecké přídavné nádrže v muzeu Henryho Forda.

Lakester označovaný občas také jako Belly Tank Racer je typ automobilu s aerodynamickou karosérii jehož kola se nacházejí mimo ni. K jejich výrobě často sloužily vyřazené přídavné nádrže z vojenských letounů. Výroba lakesterů byla populární v období po konci druhé světové války, kdy byla k dispozici řada nevyužitých přídavných nádrží z válečných přebytků.
Za vynálezce lakestru je považován Bill Burke, který měl vyrobit první závodní Lakester v roce 1946. Pro konstrukci využil odhoditelnou přídávnou nádrž letounu P-51 Mustang, kterou zakoupil za 35 dolarů. Na konstrukci lakesteru se měl také podílet Don Francisco. Pro pohon lakesteru použili motor Flathead Ford V8 z roku 1934, který zabudovali do přední části automobilu. Byl využit také rám z modelu T. S tímto vozem posléze vytvořili rekord na vyschlém jezeře El Mirage, kdy dosáhli rychlosti 131 mph (211 km/h).
Původní lakester byl pravděpodobně rozebrán a posloužil jako zdroj dílů. Jeho repliku vytvořil Geoff Hacker.
V rozmezí 40. a 50. let 20. století postavil Burke spolu s Francisem více než 13 dalších lakesterů z palivových nádrží s nimiž závodil ve vyschlých jezerech, mimo jiné i v Bonneville.
V roce 2018 vytvořil lakester třídy C rodiny Strasburgových pozemní rychlostní rekord pro lakestry, kdy se pohyboval průměrnou rychlostí 373 mph (600 km/h).